# Diana Varinska
Diana Varinska –en ucraniano, Діана Варінська– (Kiev, 22 de marzo de 2001) es una deportista ucraniana que compite en gimnasia artística.
Ganó una medalla de oro en el Campeonato Europeo de Gimnasia Artística de 2020, en la prueba por equipos. En los Juegos Europeos de Minsk 2019 obtuvo dos medallas de bronce, en el concurso individual y en la barra de equilibrio.

## Palmarés internacional
| Juegos Europeos    | Juegos Europeos     | Juegos Europeos   | Juegos Europeos      |
| Año                | Lugar               | Medalla           | Categoría            |
| ------------------ | ------------------- | ----------------- | -------------------- |
| 2019               | Minsk (Bielorrusia) | Medalla de bronce | Concurso individual  |
| 2019               | Minsk (Bielorrusia) | Medalla de bronce | Barra                |
| Campeonato Europeo |                     |                   |                      |
| Año                | Lugar               | Medalla           | Prueba               |
| 2020               | Mersin (Turquía)    | Medalla de oro    | Concurso por equipos |